# Били Зейн
Уилям Джордж „Били“ Зейн младши (на английски: William George 'Billy' Zane, Jr.) е американски актьор. Популярен е с ролите си на Джон Уилър в „Туин Пийкс“, Хюи в „Смъртоносна тишина“, Кит Уокър/Фантома във „Фантомът“, Кал Хокли в „Титаник“ и Марк Антоний в минисериала „Клеопатра“ от 1999 г.

## Филми
| Година | Заглавие                      | Оригинално заглавие   | Роля               | Бележки |
| ------ | ----------------------------- | --------------------- | ------------------ | ------- |
| 1993   | Снайперист                    | Sniper                | Агент Ричард Милър |         |
| 2011   | Снайпер: Презареждане         | Sniper: Reloaded      | Агент Ричард Милър |         |
| 2016   | Снайпер: Призрачен стрелец    | Sniper: Ghost Shooter | Агент Ричард Милър |         |
| 2017   | Снайперист: Последно убийство | Sniper: Ultimate Kill | Агент Ричард Милър |         |